# Vuelta a España
Vuelta a España je třítýdenní etapový cyklistický závod, který se koná na území Španělska a i ostatních zemí, patří mezi tři nejprestižnější silniční cyklistické závody spolu s Tour de France a Giro d'Italia.
První ročník se uskutečnil v roce 1935, od roku 1995 se koná pravidelně v srpnu až září. Závod začíná každý rok jinde, ovšem tradičně končí poslední etapa v Madridu - hlavním městě Španělska. Každoročně se jede 21 etap, ve kterých závodníci vyzkouší rovinaté, kopcovité i horské etapy, ale také časovku. Průběžně vedoucí závodník startuje v červeném trikotu, závodník vedoucí v bodovací soutěži v zeleném trikotu, nejlepší vrchař v modře puntíkovaném dresu a nejlepší mladý jezdec si obléká trikot bílý.

## Seznam vítězů

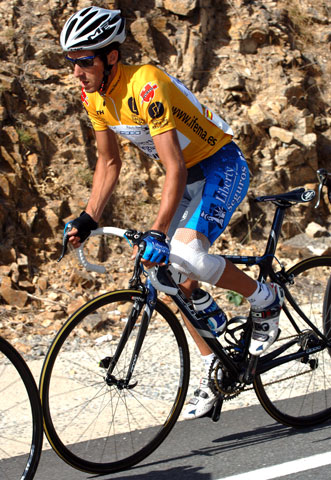
Roberto Heras Španělsko - 4× vítěz.
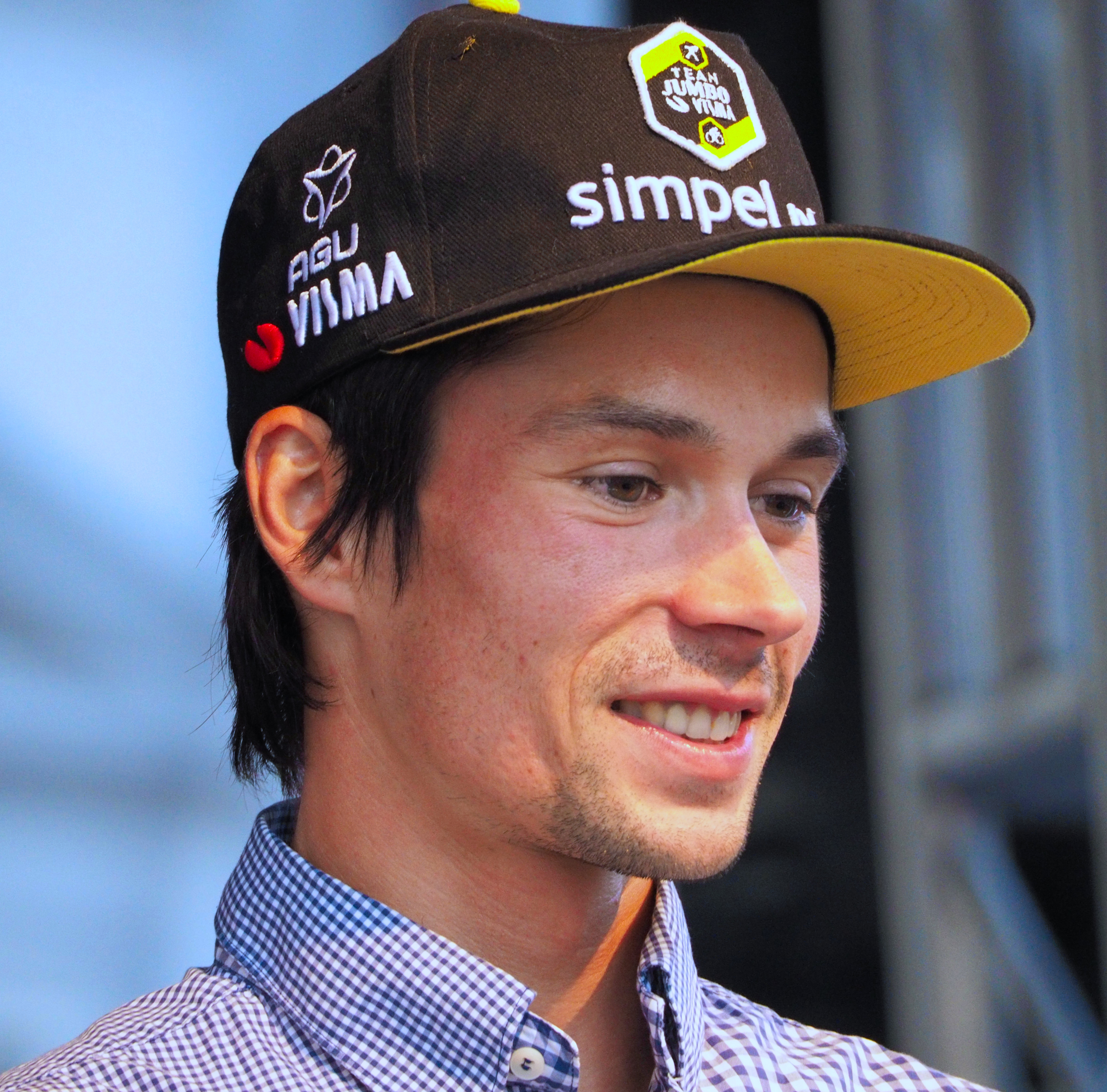
Primož Roglič Slovinsko – 4x vítěz.
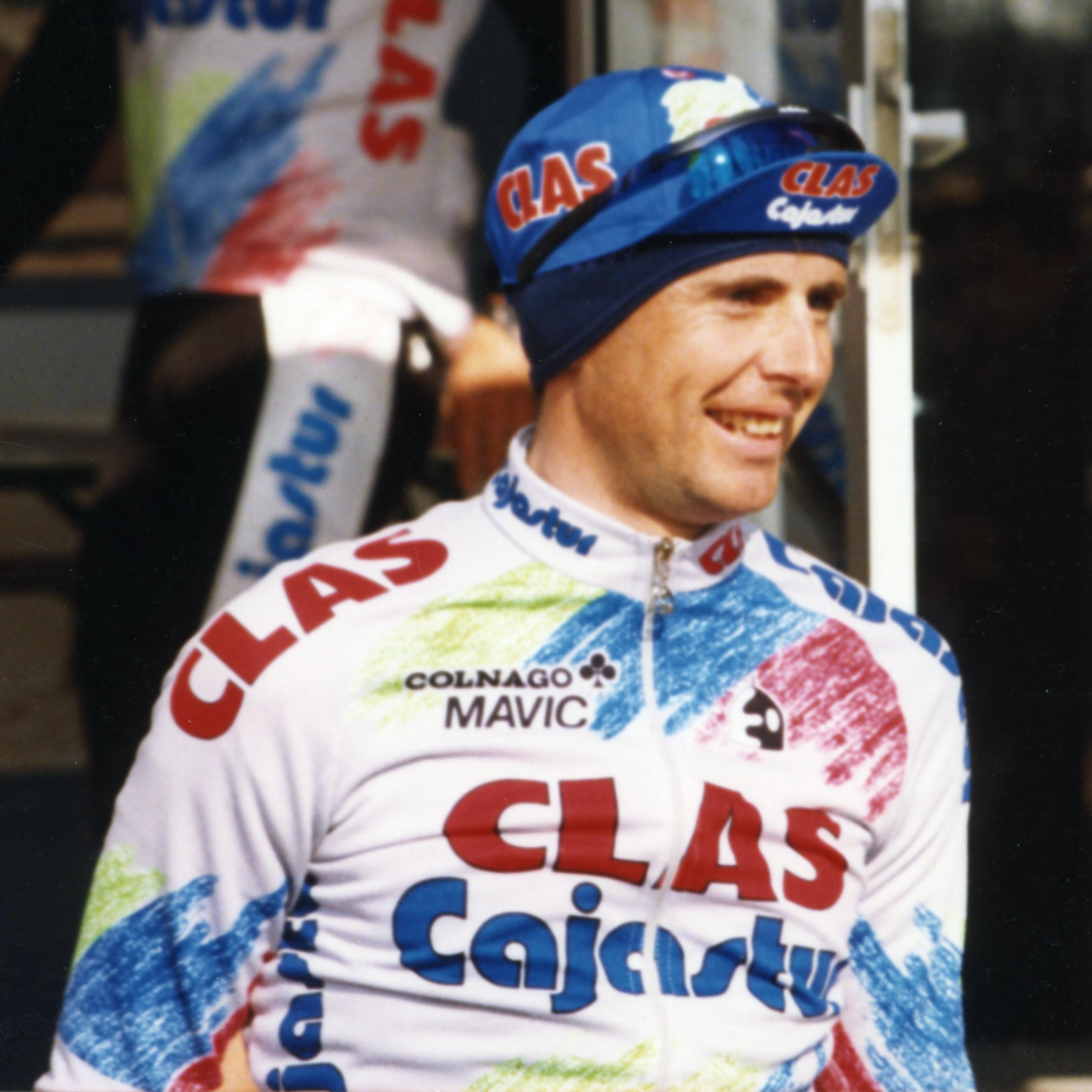
Tony Rominger Švýcarsko - 3× vítěz.
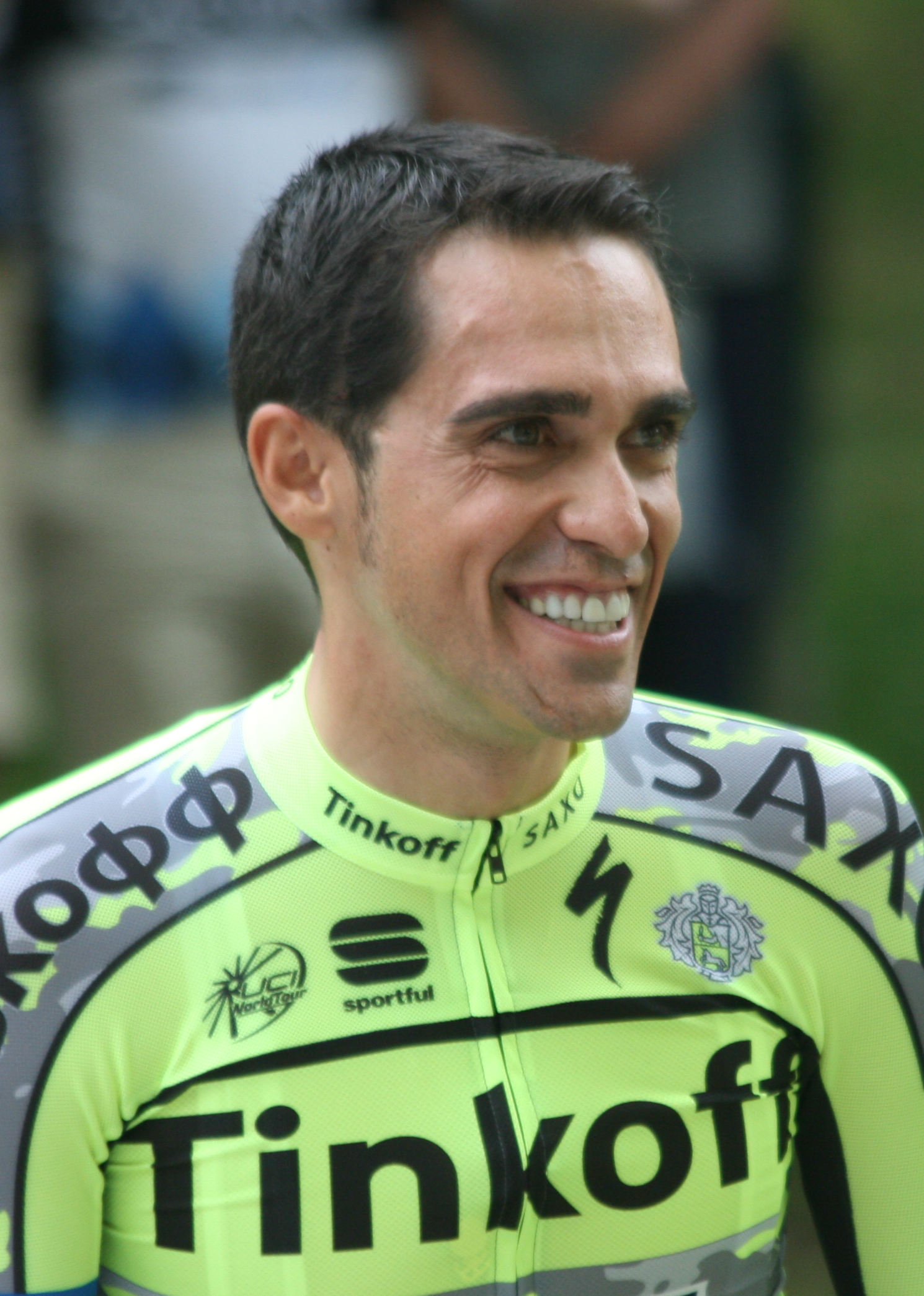
Alberto Contador Španělsko - 3× vítěz.

| Vuelta                                           | Rok  | Vítěz                  | Národnost              | Tým                       |
| ------------------------------------------------ | ---- | ---------------------- | ---------------------- | ------------------------- |
| 79                                               | 2024 | Primož Roglič (4)      | Slovinsko              | Red Bull–Bora–Hansgrohe   |
| 78                                               | 2023 | Sepp Kuss              | Spojené státy americké | Team Jumbo–Visma          |
| 77                                               | 2022 | Remco Evenepoel        | Belgie                 | Quick-Step–Alpha Vinyl    |
| 76                                               | 2021 | Primož Roglič (3)      | Slovinsko              | Team Jumbo–Visma          |
| 75                                               | 2020 | Primož Roglič (2)      | Slovinsko              | Team Jumbo–Visma          |
| 74                                               | 2019 | Primož Roglič          | Slovinsko              | Team Jumbo–Visma          |
| 73                                               | 2018 | Simon Yates            | Spojené království     | Mitchelton-Scott          |
| 72                                               | 2017 | Chris Froome (2)       | Spojené království     | Team Sky                  |
| 71                                               | 2016 | Nairo Quintana         | Kolumbie               | Movistar Team             |
| 70                                               | 2015 | Fabio Aru              | Itálie                 | Astana                    |
| 69                                               | 2014 | Alberto Contador (3)   | Španělsko              | Tinkoff–Saxo              |
| 68                                               | 2013 | Chris Horner           | USA                    | RadioShack–Leopard        |
| 67                                               | 2012 | Alberto Contador (2)   | Španělsko              | Saxo Bank–Tinkoff Bank    |
| 66                                               | 2011 | Chris Froome           | Spojené království     | Team Sky                  |
| 65                                               | 2010 | Vincenzo Nibali        | Itálie                 | Liquigas–Doimo            |
| 64                                               | 2009 | Alejandro Valverde     | Španělsko              | Caisse d'Epargne          |
| 63                                               | 2008 | Alberto Contador       | Španělsko              | Astana                    |
| 62                                               | 2007 | Děnis Meňšov           | Rusko                  | Rabobank                  |
| 61                                               | 2006 | Alexandr Vinokurov     | Kazachstán             | Astana                    |
| 60                                               | 2005 | Roberto Heras (4)      | Španělsko              | Liberty Seguros           |
| 59                                               | 2004 | Roberto Heras (3)      | Španělsko              | Liberty Seguros           |
| 58                                               | 2003 | Roberto Heras (2)      | Španělsko              | U.S. Postal               |
| 57                                               | 2002 | Aitor González         | Španělsko              | Kelme                     |
| 56                                               | 2001 | Ángel Casero           | Španělsko              | Festina                   |
| 55                                               | 2000 | Roberto Heras          | Španělsko              | Kelme                     |
| 54                                               | 1999 | Jan Ullrich            | Německo                | Team Telekom              |
| 53                                               | 1998 | Abraham Olano          | Španělsko              | Team Banesto              |
| 52                                               | 1997 | Alex Zülle (2)         | Švýcarsko              | ONCE                      |
| 51                                               | 1996 | Alex Zülle             | Švýcarsko              | ONCE                      |
| 50                                               | 1995 | Laurent Jalabert       | Francie                | ONCE                      |
| 49                                               | 1994 | Tony Rominger (3)      | Švýcarsko              | Mapei–Clas                |
| 48                                               | 1993 | Tony Rominger (2)      | Švýcarsko              | Clas-Cajastur             |
| 47                                               | 1992 | Tony Rominger          | Švýcarsko              | Clas-Cajastur             |
| 46                                               | 1991 | Melchor Mauri          | Španělsko              | ONCE                      |
| 45                                               | 1990 | Marco Giovannetti      | Itálie                 | Seur                      |
| 44                                               | 1989 | Pedro Delgado (2)      | Španělsko              | Reynolds-Banesto          |
| 43                                               | 1988 | Sean Kelly             | Irsko                  | Kas–Mavic                 |
| 42                                               | 1987 | Luis Herrera           | Kolumbie               | Café de Colombia          |
| 41                                               | 1986 | Álvaro Pino            | Španělsko              | Zor–BH                    |
| 40                                               | 1985 | Pedro Delgado          | Španělsko              | Orbea-Gin MG              |
| 39                                               | 1984 | Éric Caritoux          | Francie                | Skil–Reydel–SEM–Mavic     |
| 38                                               | 1983 | Bernard Hinault (2)    | Francie                | Renault–Elf–Gitane        |
| 37                                               | 1982 | Marino Lejarreta       | Španělsko              | Teka                      |
| 36                                               | 1981 | Giovanni Battaglin     | Itálie                 | Inoxpran                  |
| 35                                               | 1980 | Faustino Ruperez       | Španělsko              | Zor-Vereco                |
| 34                                               | 1979 | Joop Zoetemelk         | Nizozemsko             | Miko–Mercier–Vivagel      |
| 33                                               | 1978 | Bernard Hinault        | Francie                | Renault–Gitane–Campagnolo |
| 32                                               | 1977 | Freddy Maertens        | Belgie                 | Flandria-Velda–Latina     |
| 31                                               | 1976 | José Pesarrodona       | Španělsko              | Kas                       |
| 30                                               | 1975 | Augustin Tamames       | Španělsko              | Super Ser                 |
| 29                                               | 1974 | José Manuel Fuente (2) | Španělsko              | Kas–Kaskol                |
| 28                                               | 1973 | Eddy Merckx            | Belgie                 | Molteni                   |
| 27                                               | 1972 | José Manuel Fuente     | Španělsko              | Kas–Kaskol                |
| 26                                               | 1971 | Ferdinand Bracke       | Belgie                 | Peugeot–BP–Michelin       |
| 25                                               | 1970 | Luis Ocaña             | Španělsko              | Bic                       |
| 24                                               | 1969 | Roger Pingeon          | Francie                | Peugeot–BP–Michelin       |
| 23                                               | 1968 | Felice Gimondi         | Itálie                 | Salvarani                 |
| 22                                               | 1967 | Jan Janssen            | Nizozemsko             | Pelforth-Sauvage-Lejeune  |
| 21                                               | 1966 | Francisco Gabica       | Španělsko              | Kas–Kaskol                |
| 20                                               | 1965 | Rolf Wolfshohl         | Německo                | Mercier–BP–Hutchinson     |
| 19                                               | 1964 | Raymond Poulidor       | Francie                | Mercier–BP–Hutchinson     |
| 18                                               | 1963 | Jacques Anquetil       | Francie                | St.Raphael–Gitane         |
| 17                                               | 1962 | Rudi Altig             | Německo                | St.Raphael–Gitane         |
| 16                                               | 1961 | Angelino Soler         | Španělsko              | Faema                     |
| 15                                               | 1960 | Franz De Mulder        | Belgie                 | Groene Leeuw              |
| 14                                               | 1959 | Antonio Suarez         | Španělsko              | Licor 43                  |
| 13                                               | 1958 | Jean Stablinski        | Francie                | Essor–Leroux              |
| 12                                               | 1957 | Jesus Loroño           | Španělsko              | Gamma                     |
| 11                                               | 1956 | Angelo Conterno        | Itálie                 | Bianchi–Pirelli           |
| 10                                               | 1955 | Jean Dotto             | Francie                | Vampire–d'Alessandro      |
| 1951-1954 Nekonalo se                            |      |                        |                        |                           |
| 9                                                | 1950 | Emilio Rodriguez       | Španělsko              | Sangalhos                 |
| 1949 Nekonalo se                                 |      |                        |                        |                           |
| 8                                                | 1948 | Bernardo Ruiz          | Španělsko              | Peugeot–Dunlop            |
| 7                                                | 1947 | Edouard Van Dyck       | Belgie                 | Alcyon–Dunlop             |
| 6                                                | 1946 | Dalmacio Langarica     | Španělsko              | Galindo–Cicles Tabay      |
| 5                                                | 1945 | Delio Rodriguez        | Španělsko              |                           |
| 1943 a 1944 Nekonalo se (druhá světová válka)    |      |                        |                        |                           |
| 4                                                | 1942 | Julián Berrendero (2)  | Španělsko              | Informaciones             |
| 3                                                | 1941 | Julián Berrendero      | Španělsko              |                           |
| 1937-1940 Nekonalo se (Španělská občanská válka) |      |                        |                        |                           |
| 2                                                | 1936 | Gustaaf Deloor (2)     | Belgie                 |                           |
| 1                                                | 1935 | Gustaaf Deloor         | Belgie                 |                           |